# Storfors
För andra betydelser, se Storfors (olika betydelser).
Storfors är en tätort i Värmland. Den är också centralort i Storfors kommun.
Inlandsbanan och riksväg 26 går förbi orten.

## Historia
Vid årsskiftet 1587/1588 förvärvade hertig Karl (senare Karl IX) genom byte frälsegården Fors tillsammans med några andra egendomar. Han lät omedelbart anlägga en hammarsmedja vid platsen, som senare skulle komma att kallas Storfors. Av räkenskaperna vet man att verksamheten bestämt var igång 1589, men troligen startade den året innan. Till en början var produktionen ungefär lika stor som vid det tidigare nedlagda bruket vid Asphyttan. En betydelsefull geografisk differentiering av järnhanteringen började i och med bruket i Fors. Tidigare hade både hyttor och smedjor funnits på samma plats och nära gruvan, men nu skulle de skiljas åt för första gången.
Tackjärnsblåsning och gjutning äger under slutet av 1500-talet rum i Nykroppa, och man ror eller kör sedan järnet över Östersjön till Storfors, där smide och övrig järnförädling sker. Denna uppdelning av processen blev mall för senare anläggningar även långt utanför Värmlands gränser.
I anslutning till hammarbruket i Storfors uppfördes under 1600-talets första årtionde även två andra smedjor: Hättälven och Lillfors.

### Administrativa tillhörigheter
Storfors var och är beläget i Kroppa socken och ingick efter kommunreformen 1862 i Kroppa landskommun. År 1950 bildades Storfors köping genom en utbrytning ur landskommunen. Köpingskommunen utökades 1967 och uppgick 1971 i Storfors kommun, där Storfors sedan dess är centralort.
I kyrkligt hänseende tillhörde Storfors fram till 1960 Kroppa församling och har därefter hört till Storfors församling.
Orten ingick till 1948 i Färnebo tingslag och därefter till 1971 i Östersysslets tingslag. Från 1971 till 2005 ingick orten i Kristinehamns domsaga och ingår sedan 2005 i Värmlands domsaga.

### Befolkningsutveckling
| Befolkningsutvecklingen i Storfors 1960–2020 | Befolkningsutvecklingen i Storfors 1960–2020 | Befolkningsutvecklingen i Storfors 1960–2020 | Befolkningsutvecklingen i Storfors 1960–2020 | Befolkningsutvecklingen i Storfors 1960–2020 |
| -------------------------------------------- | -------------------------------------------- | -------------------------------------------- | -------------------------------------------- | -------------------------------------------- |
|                                              |                                              |                                              |                                              |                                              |
| År                                           |                                              |                                              | Folkmängd                                    | Areal (ha)                                   |
| 1960                                         | 1960                                         |                                              | 3 915                                        |                                              |
| 1965                                         | 1965                                         |                                              | 3 936                                        |                                              |
| 1970                                         | 1970                                         |                                              | 3 848                                        |                                              |
| 1975                                         | 1975                                         |                                              | 3 428                                        |                                              |
| 1980                                         | 1980                                         |                                              | 3 386                                        |                                              |
| 1990                                         | 1990                                         |                                              | 3 016                                        | 288                                          |
| 1995                                         | 1995                                         |                                              | 2 900                                        | 288                                          |
| 2000                                         | 2000                                         |                                              | 2 542                                        | 287                                          |
| 2005                                         | 2005                                         |                                              | 2 442                                        | 287                                          |
| 2010                                         | 2010                                         |                                              | 2 337                                        | 287                                          |
| 2015                                         | 2015                                         |                                              | 2 218                                        | 290                                          |
| 2020                                         | 2020                                         |                                              | 2 066                                        | 294                                          |
|                                              |                                              |                                              |                                              |                                              |

## Samhället
Skolorna i Storfors heter Kroppaskolan (förskolan till årskurs 3) och Vargbroskolan (årskurs 4–9). 
Det finns både tandläkare och vårdcentral i Storfors.
I Storfors finns en sporthall, färdigställd 1998.
Strax utanför tätorten finns en golfbana. Lundsbergs golfklubb har en 9-hålsbana av park- och skogskaraktär.
I Storfors finns en Ica Nära och en Coop-butik. Coop drivs av Coop Värmland och var tidigare en Konsumbutik. Sedan år 2016 heter den enbart Coop.
Värmlands enskilda bank öppnade ett avdelningskontor i Storfors år 1920. Kontoret rånades i oktober 1976. Senare lades detta kontor ner. Även Swedbank lade ner sitt kontor den 31 augusti 2007. Orten stod därefter banklös i fem år innan Bergslagens sparbank öppnade ett nytt kontor år 2012.

## Personer med anknytning till orten
- Karl-Gustav Andersson (1921-1991) - rörverksarbetare och socialdemokratisk politiker
- Gustaf Ekman (1872-1959) - industri- och bankman
- Claes de Frietzky (1727-1803) - bruksägare och politiker
- David Fridlund (1974-) - musiker och låtskrivare
- Jonas Herlenius (1821-1907) - bruksägare och riksdagsman
- Stefan Larsson (1983-) - fotbollsspelare
- Bengt Norling (1925-2002) - rörverksarbetare samt anställd vid Statens järnvägar, politiker, kommunikationsminister
- Emma Rienas (1982-) - friidrottare
- Jonas Siljemark (1964-) - musikentreprenör
- Vera Sandberg (1895 - 1979) senare Vera Resare. Sveriges första kvinnliga ingenjör